# Petri Makkonen
Petri Makkonen (Iisalmi, 1967) est un accordéoniste et compositeur contemporain finlandais. Il enseigne son instrument à l'antenne de l'Académie Sibelius à Kuopio. Sa Disco toccata (1994), écrite pour son prix de composition au Conservatoire, est son œuvre la plus connue.

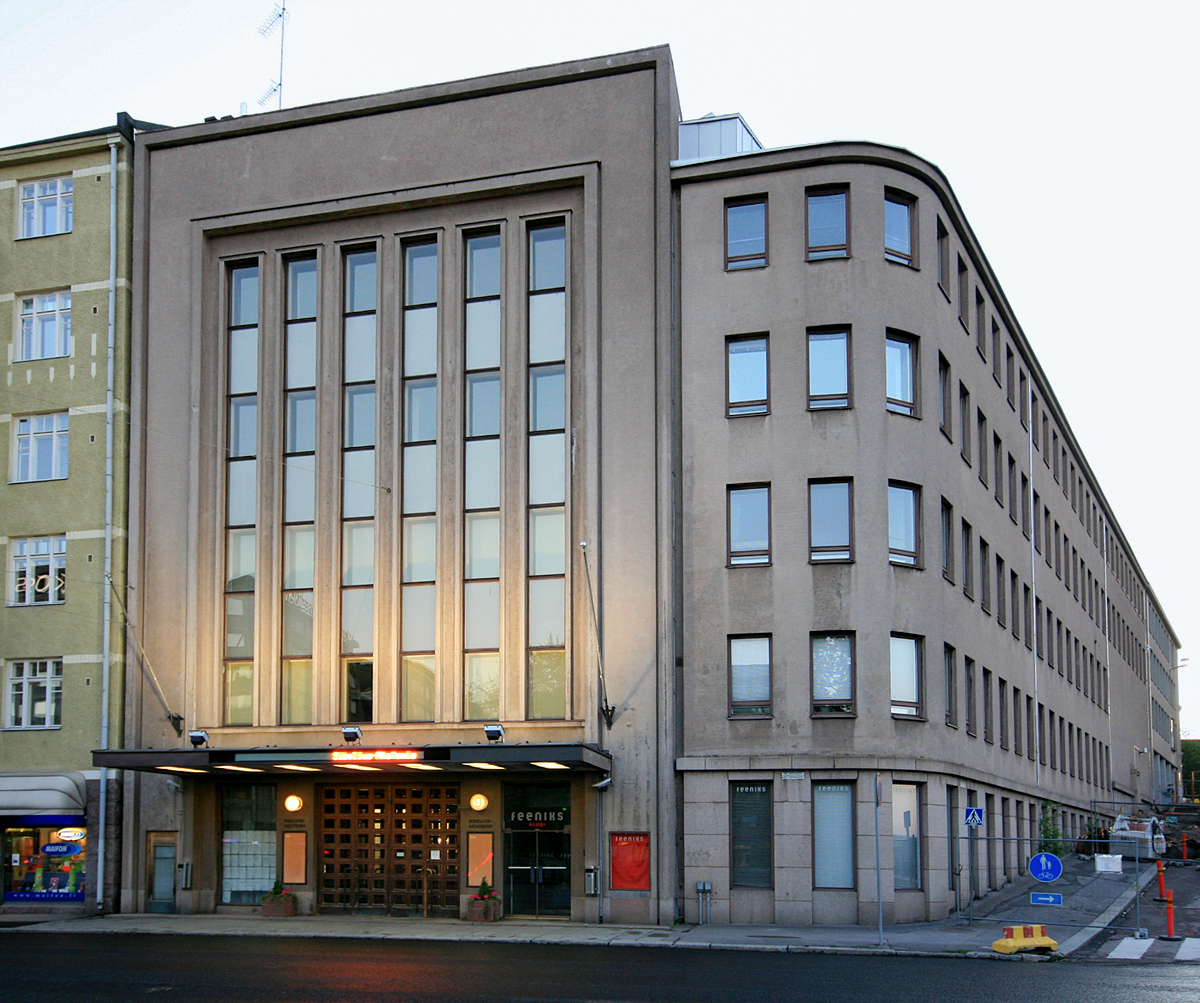
Académie Sibelius à Helsinki.

## Biographie
Makkonen naît à Iisalmi dans le centre de la Finlande et commence l'accordéon dès l'âge de huit ans, dans un répertoire folklorique, avec un instrument à touches piano. À quatorze ans, il entre au département des jeunes de l'Académie Sibelius à Helsinki et travaille l'accordéon classique à boutons sous la direction de Heidi Velamo. À l'Académie, il étudie l'instrument avec Matti Rantanen et la composition avec Heikki Valpola et Olli Kortekangas jusqu'à son prix en 1994.
Il travaille au Conservatoire de Kuopio, en tant que conférencier et chef d'orchestre de l'orchestre d'accordéon du Conservatoire.
En mai 2012, il est membre du jury lors du Concours pour les instruments folkloriques (bayan et accordéons) à Saint-Pétersbourg.

## Prix
- 1985 : Concours de la Confédération internationale des accordéonistes (CIA) — second prix
- 2006 : Festival d'accordéon de Moscou — prix du disque d'argent, son premier en tant que compositeur[2]
- 2011 : Concours mondial de Shanghai, pour Tango-Toccata — Prix de la meilleure œuvre originale[3],[4]

## Œuvres
Dans le livret du disque récital paru chez Harmonia Mundi (2004), l'accordéoniste allemande Karin Küstner écrit : « Les pièces qu'il a écrites pour son instrument sont connues des accordéonistes du monde entier ».
- Polka Furioso (1979)
- Jogging Elk (1980)
- Darkness of winter (1981)
- Twittering birds (1981)
- Étude (1981)
- Wedding song (1982)
- The Red Bike (1983 ; éd. 2003) (OCLC 971799361)
- Waltzing emotion (1985)
- Polka of Martikkala Village (1984)
- A march of graduating students (1986)
- Return of the fieldfares (1982)
- The slippers (1986)
- Fishing in a bukket (1987)
- Dorian emotion (1987)
- Modal emotion (1987)
- Disco toccata, pour accordéon seul (1994) dédié à Mika Väyrynen (OCLC 871714596)
- Tango toccata, pour accordéon seul
- A Flight beyond Time, pour accordéon seul (1997) (OCLC 834195896)
- Choral Prelude : I do not understand what peace, what happiness the world may offer
- Dance of Four Virtuosos
- Space Music
- Songs for Accordion
- a dodecaphonic suite Ghost Party
- Six Royal Canons (2005) (OCLC 971796148)
  1. A Princess and a Prince Taking a Sunrise Walk
  2. The Latest News at the Court
  3. A Funeral Procession
  4. Swinging Jongleurs
  5. Maids Are Singing with Longing
  6. A Battle Tiny Knights
- Five Pieces for Accordion
- Chips from the Old Masters Workshop
- Transition music
- Real Stories!
- Like swans
- Stocking Rag
- Ghostparty (2000) (OCLC 971711758)

Musique de chambre :
- Pan pour accordéon et quatuor à cordes
- Longing for Primitivity, pour trois accordéons
- Mute Swan, pour accordéon et violon
- Mbprschzdt! pour orchestre de jeunes accordéonistes
- Blu Amore, pour alto, accordéon, piano et contrebasse (2012)

## Discographie
- The Red Bike (2006, Finnish Accordion Institute)
- Œuvres pour accordéon : Disco toccata - Karin Küstner, accordéon (octobre et novembre 2003, Harmonia Mundi HMN 911846) (OCLC 743058606)